# Cantona (Mexiko)

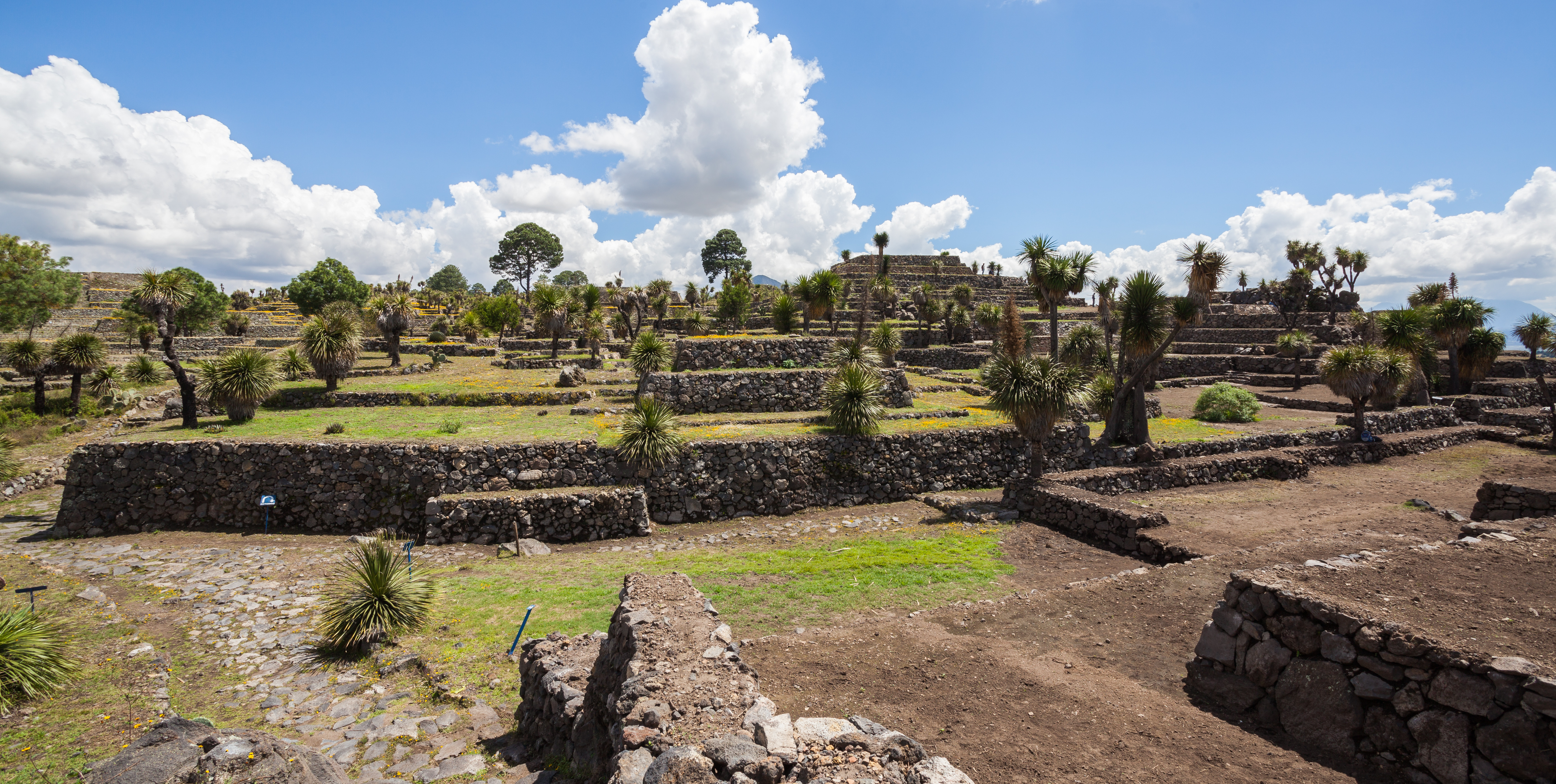
Überblick

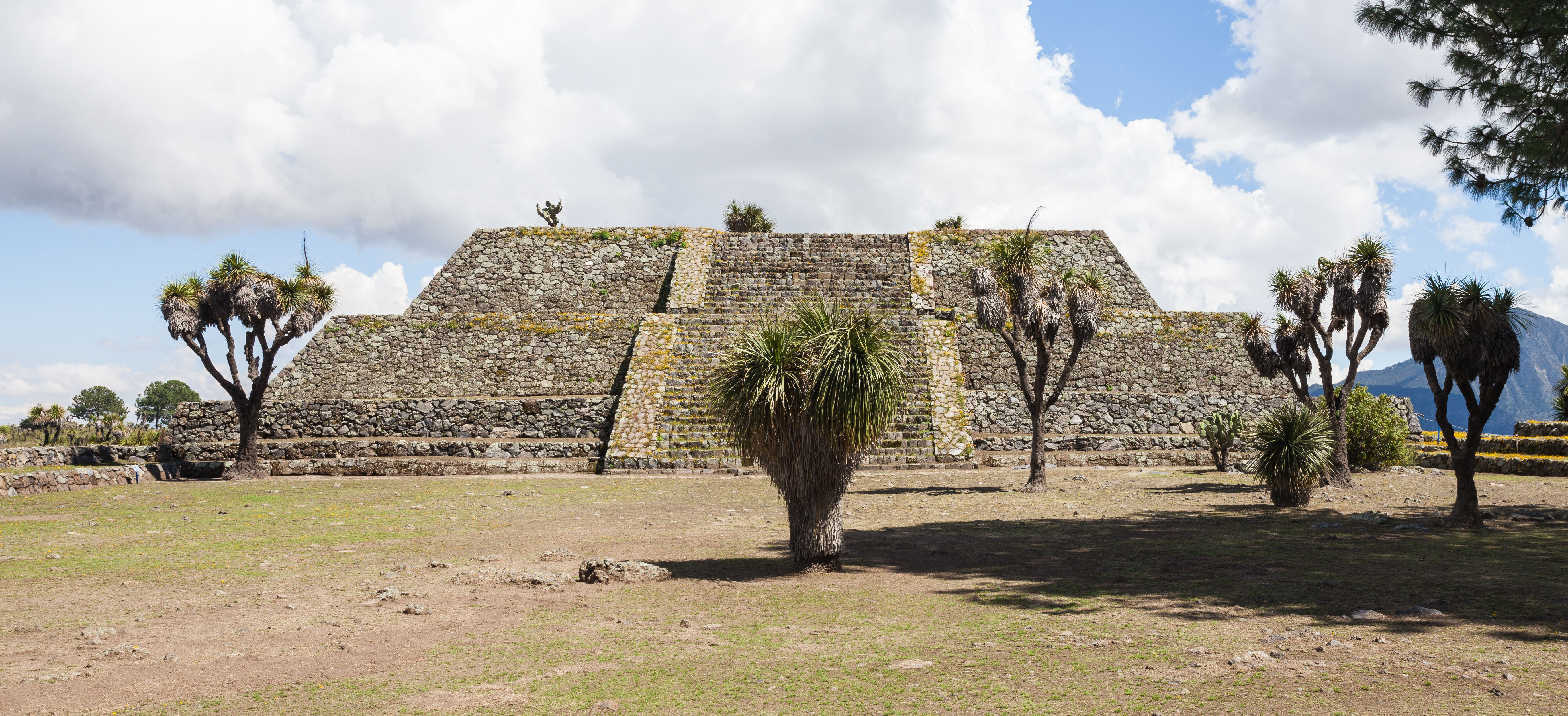
Pyramid

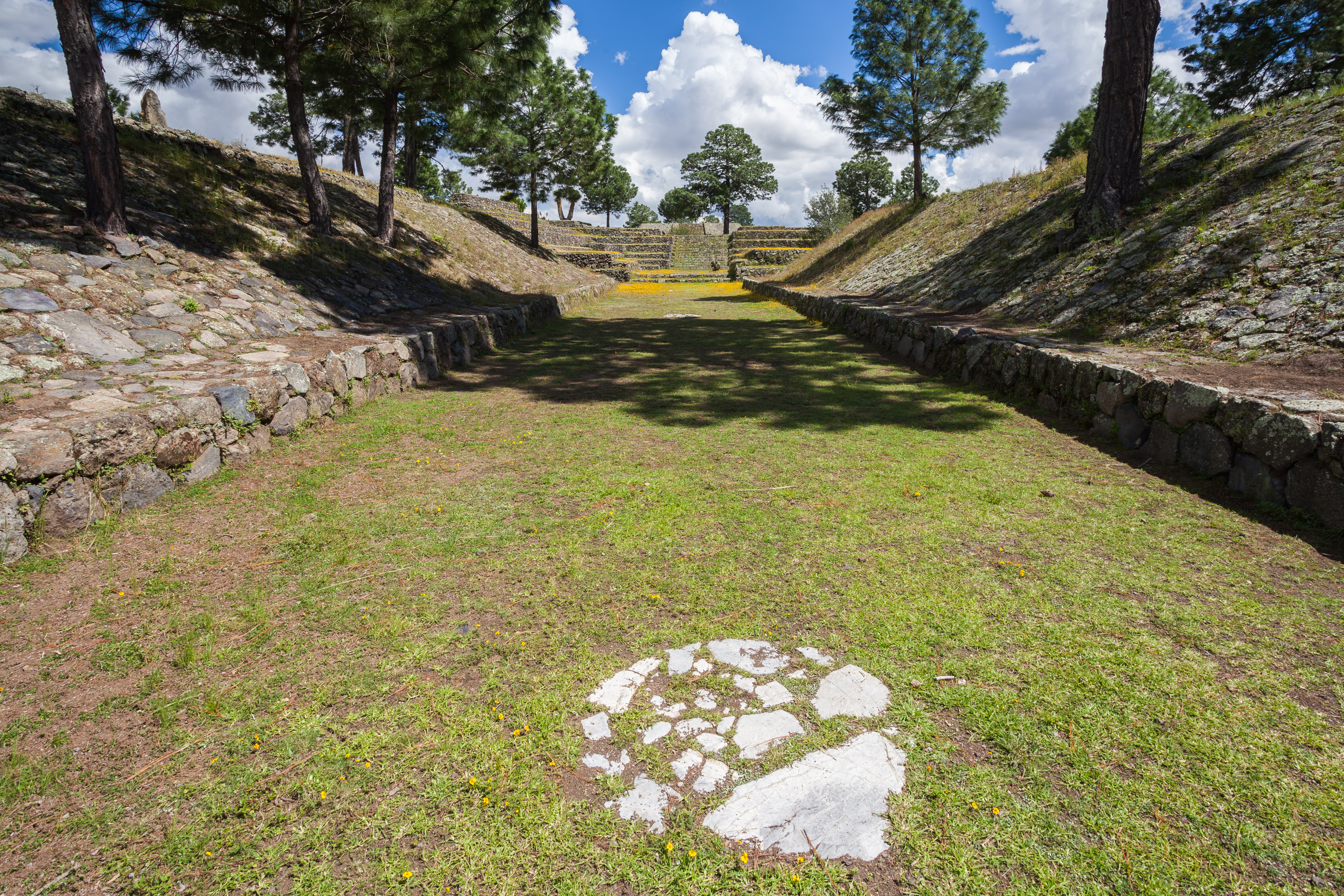
Ballspielmarker und -spielplatz

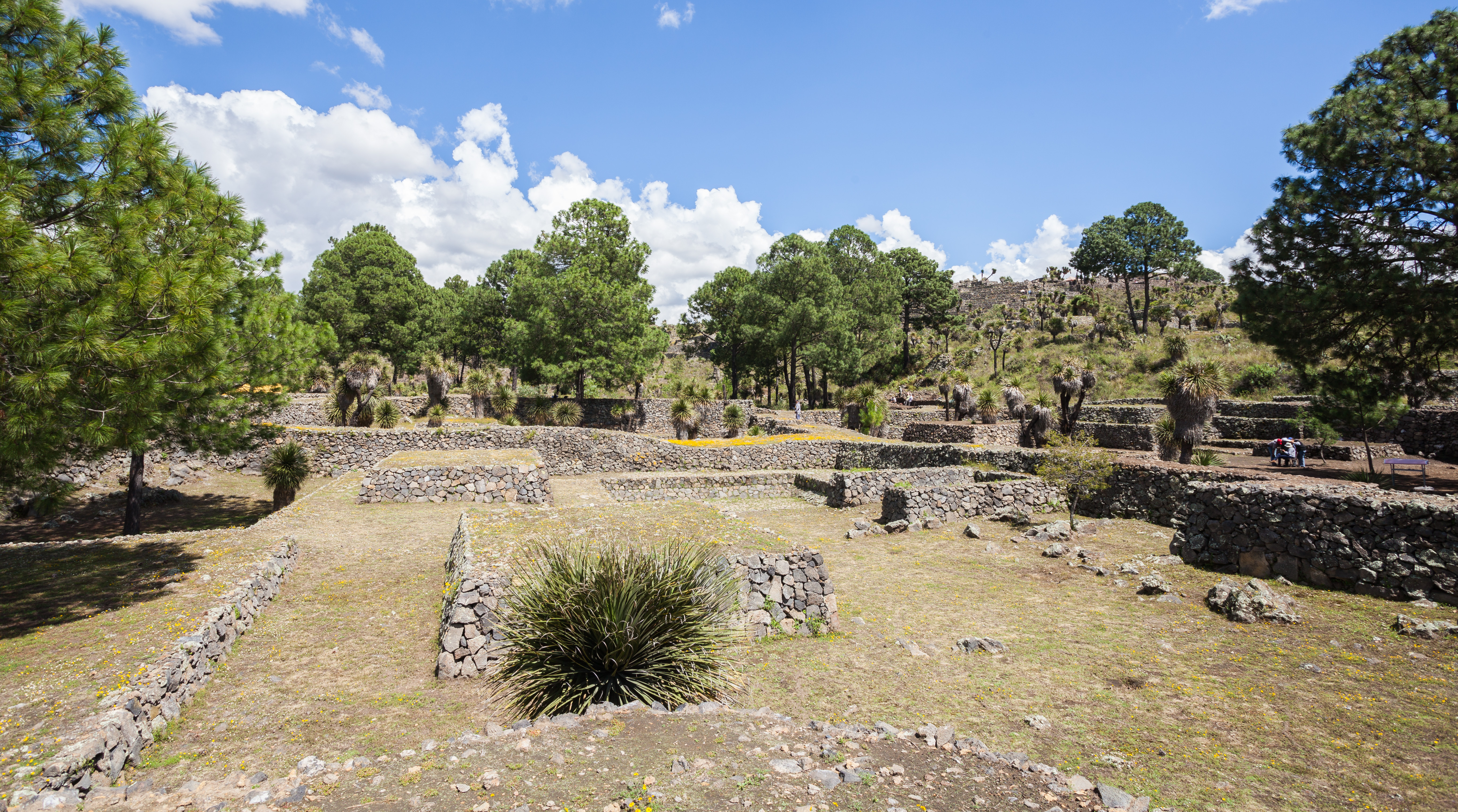
Wohneinheiten mit Mauern

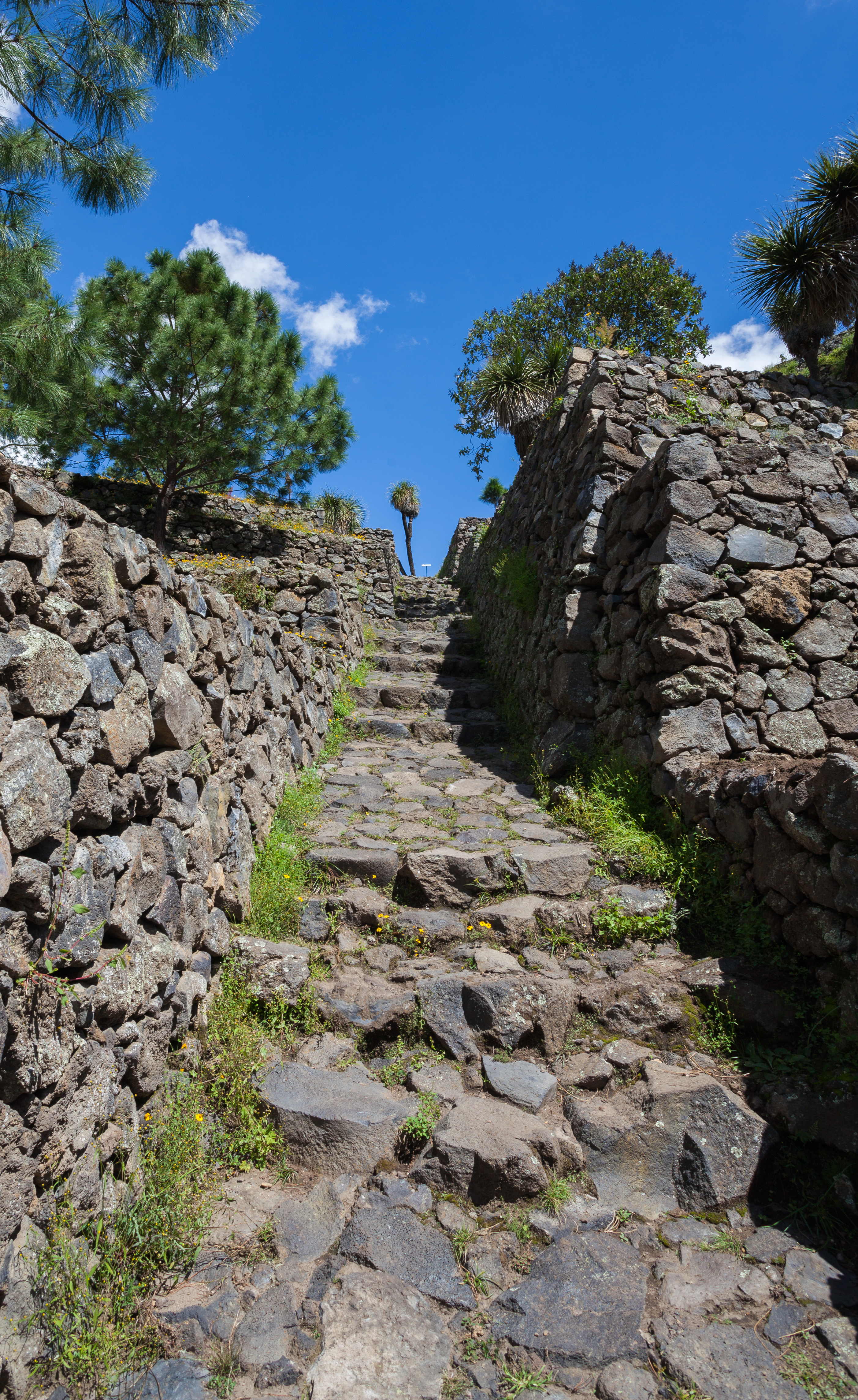
Straße mit Treppe

Cantona ist eine große und bedeutende, aber wenig bekannte präkolumbische Stadt (heute archäologische Ausgrabungsstätte) im östlichen Teil des Tals von Puebla, Mexiko, 93 km Luftlinie nordöstlich der gleichnamigen Staatshauptstadt. Die Stadt liegt auf dem Lavafeld eines benachbarten erloschenen Vulkans und entstand und florierte in der mesoamerikanischen Zeitphase der Späten Klassik. Cantona ist bemerkenswert durch die weitgehende Stadtplanung und die große Anzahl von Ballspielplätzen.
Für die städtische Siedlung von Cantona wird eine Fläche von knapp 12 km² angegeben. Sie war eine befestigte Siedlung, die in ihrer Stadtplanung und Bauweise von den meisten anderen mesoamerikanischen Städten unterschied. Es gab, vermutlich durch das unebene Gelände des Lavastroms bedingt, keine Symmetrie in der Anlage. Die sehr dicht wohnende Bevölkerung von bis zu 100.000 Einwohnern lebte in bis zu 8.000 Wohneinheiten, die durch hohe Wälle aus gebrochenem Lavagestein in Form von Trockenmauern voneinander getrennt waren. Die innerörtliche Verbindung wurde durch ein weites und komplexes Netz von zumeist schmalen Straßen gewährleistet, wobei Geländeunterschiede durch einzelne oder ganze Folgen von Treppenstufen ausgeglichen wurden.
In Cantona wurden 24 Ballspielplätze festgestellt, von denen 12 als architektonische Gruppe mit einer Pyramide an einem Ende und ein oder zwei abgeschlossenen Höfen gestaltet waren. Einmalig sind die Ballspielmarker aus Steinmosaik. Die Monumentalarchitektur wies eine Deckschicht aus gut bearbeitetem vulkanischem Gestein auf.
Die Lebenszeit der Stadt reichte von 150 bis ungefähr 1000 n. Chr. Die erste große Ausbauphase reichte bis ungefähr in das Jahr 600. Zu dieser Zeit waren die Wohneinheiten noch nicht mit Mauern abgeschlossen und die Bauqualität ist erkennbar besser als in späterer Zeit. Nach ungefähr 650 entstand das interne Straßennetz der Stadt sowie Straßen zu kleineren außenliegenden Siedlungen. Ältere zeremonielle und repräsentative Bauten wurden meist nicht weiter genutzt, statt ihnen entstanden neue, nur die meisten der Ballspielplätze blieben in Verwendung.
Die Wirtschaft von Cantona beruhte auf der landwirtschaftlichen Produktion in den östlich und westlich anschließenden Talgebieten, der Handel mit Obsidian reichte in die weite Umgebung hinaus. Die Gründe für den schnellen Niedergang von Cantona sind noch unbekannt, Hinweise wie die Errichtung zahlreicher Wachttürme in der Siedlung sprechen für eine Zeit erhöhter Unsicherheit.